# Gobelängsöm
Gobelängsöm är en ytfyllande söm av raka, likstora radvis lagda stygn, vilken vanligen sys i ullgarn på ylle- eller annan stramalj och avser att efterlikna gobelängväv.